# سكوبي دو ومخيم الرعب
سكوبي دو ومخيم الرعب! (بالإنجليزية:Scooby-Doo! Camp Scare) هو فيلم فيديو رسوم متحركة غموض-رعب كوميدي لعام 2010 وهو الفيلم الخامس العشر المباشر للفيديو إستنادا على سلسلة سكوبي دو من هانا-باربيرا صباح يوم السبت، تم عرضه في 14 سبتمبر 2010 كما تم إصدار الفيلم بسبعة أشهر بعد إصدار فيلم سكوبي دو! أبراكادابرا تم بيع الفيلم 53،389 وحدة في الأسبوع الأول، اعتبارا من يناير 2013، باعت حوالي 194000 وحدة

## وصلات خارجية
1. ↑  قاعدة بيانات الفيلم (باللغات المتعددة), QID:Q20828898